# Haus Meyer (Metzer Straße)
Das Haus Meyer befindet sich in Bremen, Stadtteil Schwachhausen, Ortsteil Gete, Metzer Straße 30. Das Wohnhaus entstand 1912 nach Plänen von Richard Streller. 
Es steht seit 1986 unter Bremer Denkmalschutz.

## Geschichte
Die kurze Metzer Straße wurde 1890 geplant und um 1910 ausgebaut. Die zweigeschossige, verputzte Villa mit einem Mansarddach wurde 1910/12 in der Epoche der Jahrhundertwende im Reformstil für den Rechtsanwalt Ed. Meyer gebaut. Das Haus mit dem Souterrain hat gartenseitig einen großen Erker mit Balkon. 
Das Landesamt für Denkmalpflege Bremen schrieb dazu: „....Der von dem Architekten Richard Streller ausgeführte Entwurf entstand unter dem Einfluß der Bauberatungs-Kommission unter dem Vorsitz von Emil Högg. Högg war Gründsmitglied des Vereins für Niedersächsische Volkstum und Direktor des Gewerbemuseums und hat die Reformarchitektur in Bremen vor 1914, deren Prinzipien am Haus Metzer Straße ablesbar sind, entscheidend geprägt.“
1974 fanden Umbauarbeiten für die neue Nutzung als Kindertagesheim statt (u. a. statt Koks- nun Gasheizung). Seit 1987 war das Haus Teil der benachbarten privaten Waldorfschule Touler Straße 3.
Heute (2018) wird das Haus durch das private Psychoanalytisches Institut Bremen genutzt. 